# جعفرآباد (مشگین‌شهر)
جعفرآباد روستایی است که در استان اردبیل، شهرستان مشگین‌شهر، بخش مرکزی، دهستان مشگین شرقی به مرکزیت آلنی قرار دارد. نام اصلی این روستا قلچقلو می‌باشد.

## جمعیت
بر اساس سرشماری سال ۱۳۸۵ جمعیت این روستا ۲۷۳ نفر با ۵۲ خانوار بوده‌است.